# Anti Selart
Anti Selart (ur. 11 sierpnia 1973) – estoński historyk-mediewista. W 1995 roku został licencjatem historii na Uniwersytecie Tartuskim. W 1997 uzyskał tytuł magistra na tej samej uczelni. Pracę doktorską obronił w 2002. Obecnie jest wykładowcą na Uniwersytecie w Tartu.

## Publikacje
- Eesti idapiir keskajal. Tartu: Tartu Ülikooli Kirjastus, 1998
- Liivimaa ja Vene 13. sajandil. Uurimus poliitilisest ajaloost. (Dissertationes histori[c]ae Universitatis Tartuensis 5.) Tartu: Tartu Ülikooli Kirjastus 2002.
- Livland und die Rus' im 13. Jahrhundert. Köln, Weimar, Wien: Böhlau 2007